# Điện Biên
Điện Biên (Anhörenⓘ) ist eine Provinz (tỉnh) von Vietnam. Sie liegt im Nordwesten des Landes in der Region Tây Bắc Bộ. Die Provinz entstand im Jahr 2004 aus dem West- und Südteil der Provinz Lai Châu. Die Provinzhauptstadt ist Điện Biên Phủ.

## Geographie

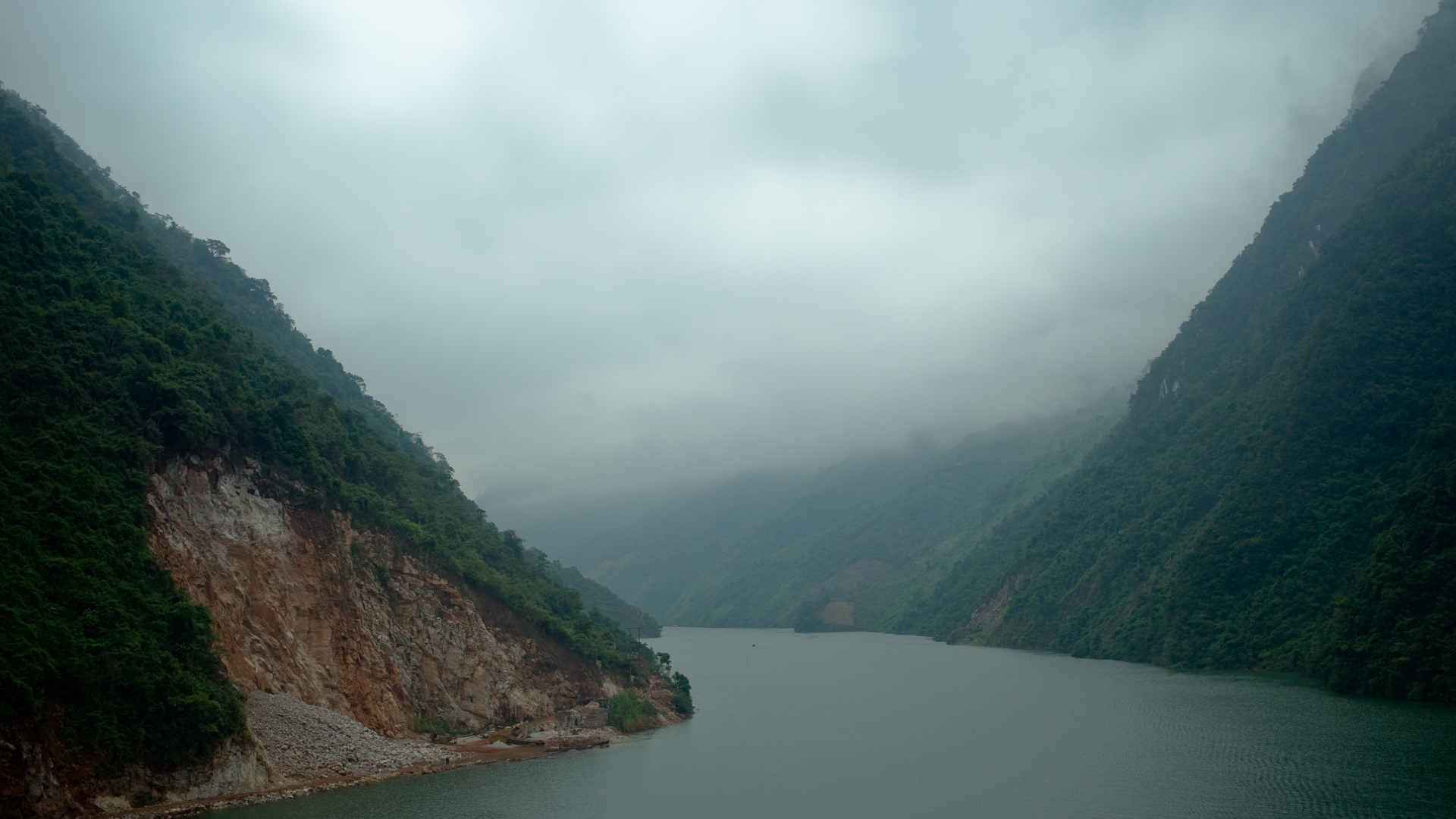
Schwarzer Fluss bei Mường Lay

Die Landschaft der Provinz ist überwiegend gebirgig. Die höchste Erhebung des Massivs im Zentrum von Điện Biên ist 2179 Meter hoch. Der Fluss Ma (Sông Mã) entspringt in dieser Provinz. Der Schwarze Fluss (Sông Đà) bildet die Grenze von Điện Biên zur Provinz Lai Châu. Außerdem grenzt Điện Biên an Sơn La, die laotischen Provinzen Phongsali und Luang Prabang sowie die chinesische Provinz Yunnan.

## Geschichte
Um die heutige Provinzhauptstadt Điện Biên Phủ bestand von Alters her das Fürstentum Muang Theng (oder Müang Thaeng) der Tai Dam („Schwarzen Tai“). Der Khun-Borom-Legende (einer Art Schöpfungsmythos der Tai-Völker) zufolge war Muang Theng die Ursprungsheimat der Tai, die sich später in mehrere Stämme aufteilten und dann Laos, Thailand, Gebiete in Ostbirma und im äußersten Süden Chinas besiedelten.
Muang Theng und mehrere andere Stammesfürstentümer (Müang/Mường), vorwiegend der Tai Dam und der Tai Dón („Weißen Tai“), schlossen sich zu der Konföderation Sip Song Chu Thai (übersetzt etwa „zwölf Fürstentümer der Tai“) zusammen. Diese wurde 1888 in das französische Protektorat Tonkin eingegliedert und somit Teil von Französisch-Indochina. Die Kolonialherren ließen die Tai-Stammesfürsten der Pays Taï jedoch auf ihren Thronen und erlaubten ihnen, eigene Angelegenheiten weitgehend selbstständig zu regeln.
Im Indochinakrieg (1946–1954) war das Gebiet zwischen französischen Kolonialtruppen und den Việt Minh bzw. der Volksarmee der Demokratischen Volksrepublik Vietnam umkämpft. Letztere fügten den Franzosen in der für beide Seiten sehr verlustreichen Schlacht um Điện Biên Phủ 1954 eine entscheidende Niederlage zu. In der Folgezeit übersiedelten viele Angehörige der örtlichen Tai-Ethnien aus dem vom Krieg in Mitleidenschaft gezogenen Gebiet in die USA, nach Frankreich und Australien.
Die DVR Vietnam richtete 1955 in der überwiegend von ethnischen Minderheiten bewohnten Region das Autonome Nordwest-Gebiet ein. Dieses wurde 1975 jedoch in mehrere Provinzen aufgeteilt. Điện Biên gehörte anschließend bis 2004 zur Provinz Lai Châu, bevor es von dieser abgetrennt und als eigenständige Provinz eingerichtet wurde.

## Bezirke
Điện Biên gliedert sich in zehn Bezirke:
- 8 Landkreise (huyện):
  - Điện Biên
  - Điện Biên Đông
  - Mường Ảng (2006 geschaffen)
  - Mường Chà (früher Mường Lay)
  - Mường Nhé
  - Nậm Pồ (2012 geschaffen)
  - Tủa Chùa
  - Tuần Giáo
- 1 Stadt auf Bezirksebene (thị xã): Mường Lay (ehemals Lai Châu)
- 1 Provinzstadt (Thành phố trực thuộc tỉnh): Điện Biên Phủ (Hauptstadt)

## Bevölkerung
Gemäß der Bevölkerungsstatistik von 2016 hatte Điện Biên 557.400 Einwohner und damit eine Bevölkerungsdichte von 55 Einwohner pro Quadratkilometer.
Im Jahr 2009 hatte die Provinz 490.306 Einwohner, davon lebten 73.460 (15,0 %) in Städten. 209.562 (42,7 %) waren jünger als 18 Jahre, 27.558 (5,6 %) 60 Jahre und älter.
186.270 Bewohner (38 %) gehörten der Thái-Nationalität an, 170.648 (34,8 %) der Hmong, 90.323 (18,4 %) waren ethnische Vietnamesen (Kinh), 16.200 (3,3 %) Khmu und 5.251 (1,1 %) Yao (Dao). Dabei lebten die Vietnamesen mehrheitlich in Städten (wo sie auch die Mehrheit der Bevölkerung stellten), alle anderen Volksgruppen überwiegend auf dem Land.